# L’ajo nell’imbarazzo
L’ajo nell’imbarazzo (deutsche Titel: Der Erzieher in Verlegenheit, Der Hofmeister in Verlegenheit oder Das Hausregiment) ist eine Opera buffa (Originalbezeichnung: „Melodramma giocoso“) in zwei Akten des italienischen Komponisten Gaetano Donizetti. Das Libretto stammt von Jacopo Ferretti nach dem gleichnamigen Stück aus dem Jahr 1807 von Giovanni Giraud. Die Uraufführung fand am 4. Februar 1824 im Teatro Valle in Rom statt. Eine revidierte Fassung unter dem Namen Don Gregorio kam 1826 in Neapel heraus.

## Handlung

### Erster Akt
Marchese Don Giulio ist ein sittenstrenger Patriarch. Da er früher Probleme mit seiner Frau gehabt hat, steht er dem weiblichen Geschlecht ablehnend gegenüber. Seine inzwischen erwachsenen Söhne hat er hart erzogen. Auch nachdem diese volljährig geworden sind, stehen sie immer noch unter der Kontrolle des Vaters, der sie mit Hilfe des Hauslehrers Gregorio von Lastern und Frauen fernhalten will. Die Söhne sind von dieser Behandlung natürlich wenig begeistert. Den offenen Widerstand wagen sie aber nicht. Enrico hat sich schon vor längerer Zeit in Gilda verliebt und diese vor einem Jahr sogar heimlich geheiratet. Die beiden haben inzwischen einen gemeinsamen Sohn. Eines Tages kommt Gregorio hinter dieses Geheimnis. Dieser bewahrt Stillschweigen und kann sogar das Misstrauen des Marchese zerstreuen. Gleichzeitig hat sich auch der andere Sohn, Pipetto, in die Haushälterin Leonarda verliebt. Diese Beziehung ist natürlich auch heimlich. Leonarda hegt aber heimliche Ambitionen auf den Titel einer Marchesa. Durch Zufall erfährt sie von der Verbindung zwischen Enrico und Gilda. Darin sieht sie nun ihre Chance, Enrico beim strengen Vater in Ungnade zu bringen. Daher verlangt sie von Pippetto ultimativ, dass dieser den alten Herrn von der Affäre Enricos in Kenntnis setzt.

### Zweiter Akt
Der alte Marchese ist inzwischen über die Affäre Enricos informiert und reagiert erwartungsgemäß zornig. Er stellt seinen Sohn zur Rede, und es kommt zu heftigen Wortwechseln zwischen Enrico und Gilda einerseits und dem alten Herren andererseits. Schließlich wird auch noch der kleine Sohn des Paares ins Zimmer gebracht, der gestillt werden muss. Gilda gelingt es allmählich, den Zorn des alten Marchese zu beschwichtigen. Es gelingt ihr sogar, diesen soweit zu bekehren, dass er im Nachhinein die Verbindung der beiden akzeptiert und dem Paar seinen Segen spendet.

## Weitere Anmerkungen
Die Sänger der Uraufführung am 4. Februar 1824 im Teatro Valle in Rom waren Antonio Tamburini (Giulio Antiquati), Savino Monelli (Enrico), Esther Mombelli (Gilda Tallemanni), Giovanni Puglieschi (Pippetto), Nicola Tacci (Gregorio Cordebono), Agnese Loyselet (Leonarda) und Luigi De Dominicis (Simone).
Die Oper kam bei der Uraufführung sehr gut beim Publikum an. Das Werk wurde auch in verschiedenen anderen Städten aufgeführt. Im Jahr 1826 revidierte Donizetti die Oper und gab der nun entstanden zweiten Fassung den Namen Don Gregorio. Dabei wurden einige Musiknummern hinzugefügt und die Rezitative der ersten Fassung in Sprechtext umgewandelt. Die Uraufführung von Don Gregorio fand am 11. Juni 1826 im Teatro Nuovo in Neapel statt. In den folgenden Jahren wurde die Oper entweder unter ihrem ursprünglichen Titel oder als Don Gregorio zunächst öfter gespielt. Die letzte Aufführung im 19. Jahrhundert fand 1879 in Venedig statt.

## Neuinszenierungen und CD-Einspielungen
In der zweiten Hälfte des 20. Jahrhunderts kam es wieder zu Aufführungen des Werks. Im Jahr 1959 gab es in Bergamo eine Aufführung unter dem Titel Don Gregorio und 1964 entstand eine italienische TV-Inszenierung der Oper. Im Jahr 1973 war die Oper auf dem Spielplan des Wexford Festivals, das sich auf Raritäten spezialisiert. In den folgenden Jahrzehnten bis zur Gegenwart kam es in verschiedenen Städten zu weiteren vereinzelten Aufführungen der Oper. Einzelne Nummern aus dem Werk werden gelegentlich bis heute bei Konzerten gespielt. Entsprechend der Produktionen in der zweiten Hälfte des 20. Jahrhunderts gab es auch Tonträgereinspielungen, die auch als CD erschienen sind. Eine Einspielung datiert aus dem Jahr 1984. Damals wirkten Luciana Serra, Paolo Barbacini, Alessandro Corbelli, und Enzo Dara mit. Bruno Campanella leitete die Aufführung mit dem Orchester und Chor der Turiner Oper. Eine weitere auf DVD erschienene Aufnahme stammt aus dem Jahr 2007. Die Akteure waren diesmal Elizaveta Martirosyan, Giorgio Trucco, Giorgio Valerio, und Paolo Bordogna. Stefano Montanari leitete die Aufführung mit dem Orchester und dem Chor des Bergamo Musica Festivals Gaetano Donizetti. Die Aufnahme entstand im November 2007 in den Räumen des Teatro Donizetti in Bergamo. Darüber hinaus gibt es noch weitere CD-Einspielungen der Oper als Gesamtwerk oder von Einzeltiteln im Rahmen von Konzertmitschnitten.

## Digitalisate
- L’ajo nell’imbarazzo: Noten und Audiodateien im International Music Score Library Project
- Libretto (italienisch), Rom 1824. Digitalisat im Internet Archive
- Das Hausregiment. Libretto (italienisch/deutsch), Dresden 1828. Digitalisat des Münchener Digitalisierungszentrums
- Der Hofmeister in Verlegenheit. Libretto (italienisch/deutsch), Berlin 1841. Digitalisat des Münchener Digitalisierungszentrums